# Gabriel Yusjvaev
Gabriel Abramovitj Yusjvaev (ryska: Гаврил Абрамо́вич Юшваев), född 23 juli 1957 i Machatjkala i Dagestan i Sovjetunionen, är en rysk affärsman.
Gabriel Yusjvaev flyttade som ung till Moskva, dömdes 1980 för rån och satt nio år i fängelse. Efter sitt frisläppande 1989 verkade han som affärsman. Han blev kompanjon till David Jakobvasjvili. Tillsammans köpte de under tidigt 1990-tal kasinon och nattklubbar i Moskva. De var också 1992 medgrundare till det ryska mejeri- och juiceföretaget Wimm-Bill-Dann, som börsnoterades på New York-börsen 2002. Tillsammans med sin partner David Jakobvasjvili och andra aktieägare sålde han 2010 företaget till PepsiCo, varav Yusjvaevs andel på 19,6 procent inbringade 1,1 miljarder US dollar.
År 2013 köpte han tillsammans med Zelimkhan Mutsoev 38 procent av guldföretaget Polyus Gold för 3,6 miljarder US dollar. Han sålde sin andel 2015.
Gabriel Yusjvaev bedömdes vara en av världens dollarmiljardärer av Forbes 2014.